# Maldras (władca Swebów)
Maldras, znany także jako Masdras (nieznana data narodzin, zm. w 460) – władca Swebów od 456 roku do swojej śmierci. Po zabiciu Rechiara przez Wizygotów, część Swebów obwołała królem Maldrasa. Inne grupy wybrały innych liderów, po wygaśnięciu rodu Hermeryka rozpoczął się okres rozdrobnienia państwa Swebów.
Maldras był synem Massila i najprawdopodobniej nie był w żaden sposób spokrewniony z dynastią Hermeryka, która panowała od 406 roku. Dojście Maldrasa do władzy jest o tyle ciekawe że według relacji Hydacjusza został on wybrany przez elekcję, co pozwala sądzić, iż dziedziczna władza była przed Hermerykiem nieznana Swebom. Część jego współplemieńców nie uznała jedna tego wyboru i królem ogłosiła Framtę z którym od 457 roku Maldras rywalizował w zjednoczeniu rozbitego rok wcześniej królestwa. Maldras kontrolował Luzytanię a Framta Galicję. Być może w innych ośrodkach istnieli pomniejsi wodzowie, wybranie przez mniejsze grupy, ale to właśnie Framta i Maldras byli najpoważniejszymi rywalami. Framta zmarł jeszcze w tym samym roku, ale jego stronnicy szybko wybrali następcę- Rechimunda, także Maldras nadal miał rywala do tytułu i nie był w stanie narzucić swojej władzy Galicji.
W 457 roku Maldras poprowadził swoich Swebów na wielką wyprawę łupieżczą po Luzytanii którą władali. Podstępem zdobyli a następnie złupili Lizbonę, co wywołało wielkie oburzenie wśród rdzennej ludności. Maldras był oskarżany również o zamordowanie własnego brata. Kreując się na jedynego władcę Swebów przyjmował poselstwa od Wandalów i Wizygotów, starając się pozyskać ich poparcie. Jego ludzie kontynuowali łupieżczą działalność względem rdzennej ludności Luzytanii. W 460 roku Maldras został zamordowany, prawdopodobnie przez jednego swoich wojowników, którzy nowym wodzem ogłosili Frumara. Rozbicie królestwa Swebów zakończyło się gdy tron objął Remismund, który, jak podaje Izydor z Sewilli, miał być synem Maldrasa, co jest jednak mocno wątpliwe.